# Ecloga legum
Az Ecloga legum III. Leó és V. Konstantin bizánci császárok a császári tanács hozzájárulásával készült 740. törvénye. Célja az érvényben levő jogi helyzet rövid összefoglalása volt. 
18 címből áll (titlosz) melyek §-okra oszlanak. Különösen a családi jogban jelentős újításokat tartalmaz Justinianus császár törvényeivel szemben. A jogtudósok az Ecloga legumra vonatkozó fejtegetéseinek töredékei az Ecloga legumhoz csatolva (appendices), az Ecloga legum függelékei néven ismertek. 
Karl Eduard Zacharia Von Lingenthal adta ki Lipcsében 1852-ben a Collectio librorum Juris Graeco-Romani in editorum című gyűjteményben. A Ecloga legum újításai azonban nem számítottak hosszú időn át érvényesnek, mert I. Baszileiosz császár ismét a justinianusi törvénykezés álláspontjára tért vissza.